# 美唄市立美唄中学校
美唄市立美唄中学校（びばいしりつびばいちゅうがっこう）は、北海道美唄市にある公立中学校。地元では「美唄中」、「美中」と呼ばれることが多い。

## 沿革
- 1947年5月1日 - 学制改革によって美唄町立美唄中学校として創立される。
- 1950年4月1日 - 市制施行により美唄市立美唄中学校に。
- 1951年5月1日 - 校旗制定。
- 1954年11月1日 - 校歌制定。
- 1983年4月1日 - 国鉄線（現JR北海道）以東を、美唄市立東中学校区域に分離[2]。
- 1985年9月3日  - 現校舎を設置。
- 1989年4月1日 - 制服デザイン変更。
- 2008年4月1日 - 美唄市立茶志内中学校・西美唄中学校を統合[2]。
- 2019年4月1日-美唄市立峰延中学校を統合。[3]

## 教育目標
1. よく考え、正しく行動する生徒の育成
2. 豊かな情操を養い、生活を高める生徒の育成
3. 力を合わせ、粘り粘り強く努力する生徒の育成
4. からだを鍛え、強く生き抜く生徒の育成

## 服装
男女ともに制服はブレザーであり、ネクタイはスクールカラーのえんじ色。

## 部活動
- 男子バスケ部
- 女子バスケ部
- 野球部
- 陸上部
- テニス部
- 美術・パソコン部
- 吹奏楽部

## 生徒会役員
会長、副会長、書記長、書記次長、会計長、生活常任委員長、文化常任委員長、図書常任委員長、保体常任委員長、放送常任委員長、で成り立つ。任期は、10月から翌年9月までの1年間。

## 委員会
- 生活（生徒の生活などを担当）
- 文化（学校祭、生徒会誌の発行、ポスターや造花の管理などを担当）
- 図書（図書室の管理、本の貸し出しなどを担当）
- 保体（体育祭の企画・実行、体育館割り当てやボールの管理などを担当）
- 放送（お昼の放送を担当）

## 主な行事
- 4月 - 入学式・部活紹介
- 5月 - 宿泊研修・修学旅行
- 6月 - 体育祭
- 9月 - 学校祭
- 10月-終業式
- 3月 - 卒業式・離任式

## 特徴
- 略称は美中である。
- スクールカラーはえんじ色。
- 普段は、ジャージ登校である（ジャージは指定ジャージ）(毎週月曜日やテストの日などは制服で登校している)。
- 自転車登校が可能である（ただし届けが必要）。